# Миллион лет до нашей эры (фильм, 1940)
«Миллион лет до нашей эры» (англ. One million B. C., другие названия — Cave Man, Man and His Mate, Tumak) — американский фантастический фильм 1940 года производства Hal Roach Studios, выпущен United Artists.

## Сюжет
Изгнанный из своего лагеря охотник Тумак находит себе пристанище в более цивилизованном племени, где встречает девушку Лоану, которая начинает учить его хорошим манерам. Однако за учинённую драку Тумака снова прогоняют, и он вместе с Лоаной решает вернуться в родные места.

## В ролях
| Актёр             | Роль                          |
| ----------------- | ----------------------------- |
| Виктор Мэтьюр     | Тумак                         |
| Кэрол Лэндис      | Лоана                         |
| Лон Чейни-младший | Ахоба                         |
| Конрад Найджел    | бородатый рассказчик в пещере |
| Джон Хаббард      | Охтао                         |
| Мамо Кларк        | Нупонди                       |
| Инес Паланге      | Тохана                        |
| Эдгар Эдвардс     | Шакана                        |
| Жаклин Даля       | Соака                         |
| Мэри Гейл Фишер   | Ванди                         |
| Найджел Де Брулир | Пейтоу                        |
| Норман Бадд       | эпизод                        |
| Гарри Уилсон      | эпизод                        |
| Джон НорзПол      | эпизод                        |
| Лотарингии Риверо | эпизод                        |
| Гарольд Ховард    | эпизод                        |